# Israël Kiek
Israël David Kiek (Groningen, 22 april 1811 - Leiden, 14 mei 1899) was een Nederlands fotopionier. Zijn achternaam is in Nederland synoniem geworden voor de pretentieloze, uit de losse pols geschoten foto: het kiekje.

## Levensloop
Kiek werd geboren als vijfde kind van David Kiek en Lea Pinto. Pas op latere leeftijd maakte Kiek de fotografie tot zijn hoofdberoep. Dat was in Leiden, waar Kiek en zijn vrouw Hendrica de Leeuw naartoe waren verhuisd toen Kiek 44 jaar oud was. In Groningen was hij onder meer meubelmaker geweest. In Leiden begon Kiek in 1855 een sigarenwinkel, enkele jaren daarna begon hij te fotograferen. In 1858 wordt zijn bedrijf vermeld in het Adresboekje van Leiden: J.D. Kiek & Zoons, portraiteurs. Een jaar later verschijnen er onder het kopje 'Photographen' J.D. en L.J. Kiek - de dan twintigjarige, oudste zoon van Israël. Het beroep van fotograaf werd in joodse families vaak gekozen, net als bijvoorbeeld koopman en slager, omdat men zich dan vrij kon vestigen. Van de negen kinderen die in het gezin Kiek opgroeiden werden er vijf fotograaf. Israël Kiek is tot 1892 actief gebleven als fotograaf; daarna nam zijn zoon Lion de zaak over.
Ofschoon Kiek veel portretfoto's, vooral carte de visite-portretten heeft gemaakt, is hij vooral bekend geworden door zijn groepsfoto's van studenten. Dat is niet zozeer te danken aan zijn grafische kwaliteiten, maar aan het spontane karakter en de zelfbedachte opstelling: studenten in een dakgoot, op een keukentrap of met gekke bekken van dichtbij.
Dergelijke prentjes werden vaak in het holst van de nacht gemaakt, nadat de oude man door een dronken dispuut uit zijn bed was geroepen. Dat is wellicht een reden voor de vaagheid en de kennelijke haast waarmee deze 'kiekjes' gemaakt zijn. Kiek hield niet van die studentenplaatjes, en maakte ze met de rug gekeerd naar de loltrappende dronken studenten. Desondanks, of misschien wel mede daarom figureert Kiek vaak in later gepubliceerde humoristische herinneringen van oud-studenten.

## Afbeeldingen

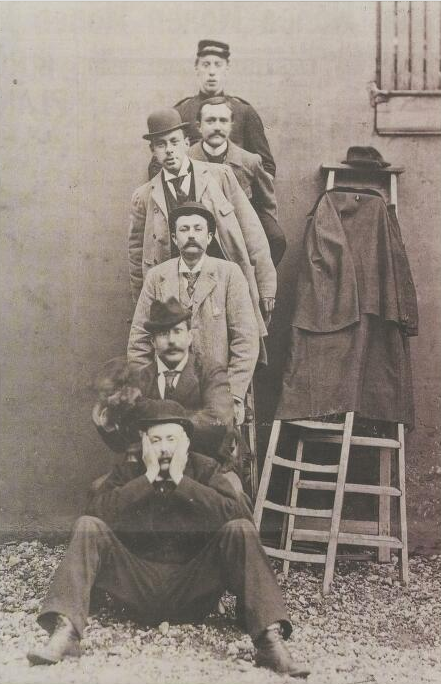
Een "kiekje" gemaakt rond 1885
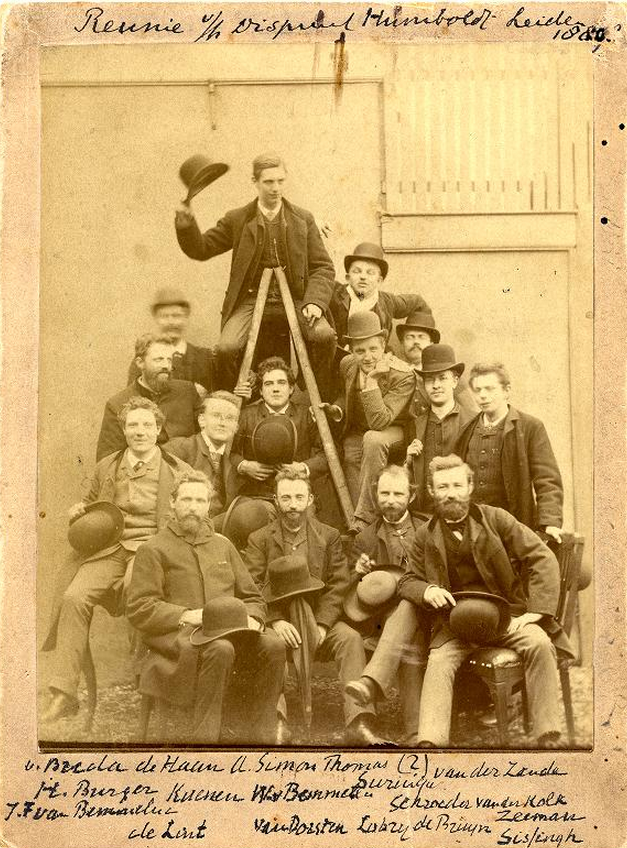
Reünie van het dispuut Humboldt van Sociëteit Minerva, periode 1875-1885
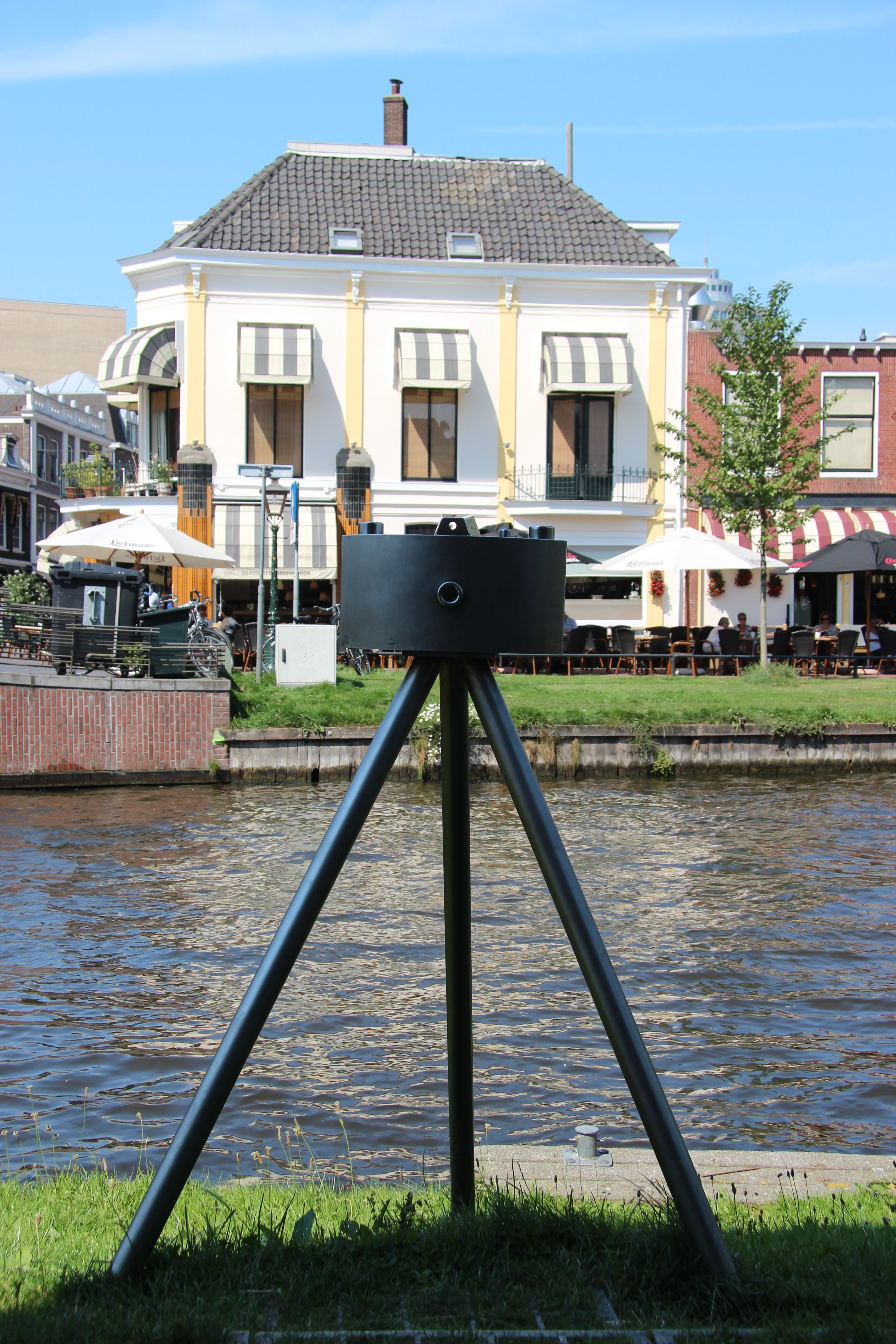
Het "Kiekmonument" van Norman Beierle en Hester Keijser uit 2001, geplaatst aan het Kiekpad in Leiden.
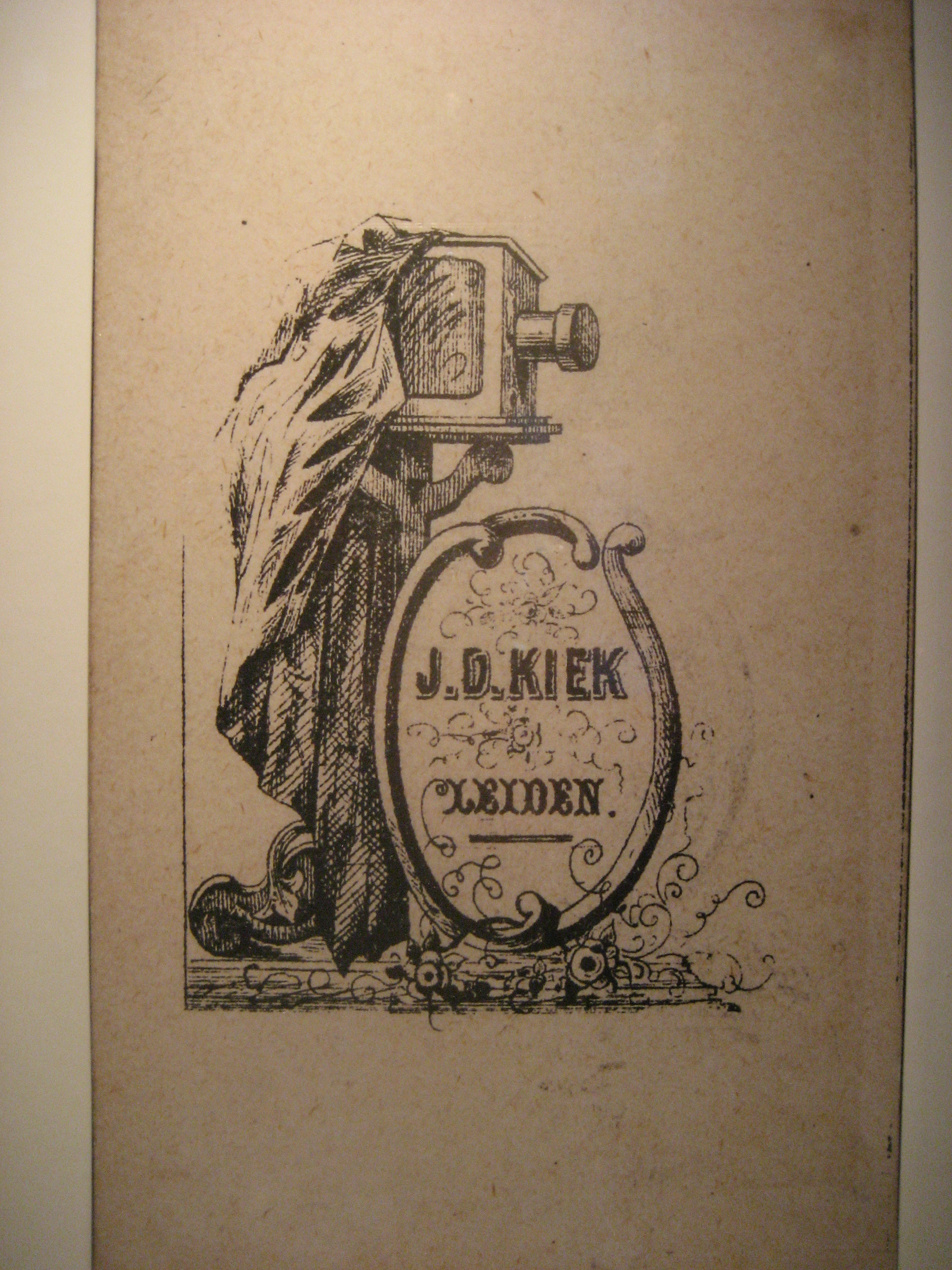
Logo van Kiek

## Eerbetoon
- Op initiatief van het Leidse gemeenteraadslid Bernard Stöxen van de stadspartij Leiden Weer Gezellig besloten B & W in 1990 een monument voor Israël Kiek te laten maken. Het kunstenaarsduo Norman Beierle & Hester Keijser kreeg de opdracht en ontwierp een driepoot van roestvrij staal met daarop een camerakast van hetzelfde materiaal. Het monument biedt uitzicht op de Rijnsburgersingel, de plaats waar Kiek waarschijnlijk zijn atelier had. Geïnteresseerden kunnen door een viewer in het monument enkele replica's van foto's van Kiek bekijken, echte Kiekjes dus.[3]
- In Amsterdam is in 2004 op het nieuwe woon/werkeiland IJburg een straat vernoemd naar Israël Kiek, de Kiekstraat.
- Een in 1993 door de Belgische astronoom Eric Walter Elst ontdekte planetoïde, nummer 17521, is eveneens naar de Leidse fotograaf vernoemd.[4]